# سفر به ماه
سفر به ماه (به فرانسوی: Le Voyage dans la lune) فیلم صامت فرانسوی بود که در سال ۱۹۰۲ توسط ژرژ ملی‌یس ساخته شد. از این فیلم به عنوان نخستین فیلم علمی‌تخیلی تاریخ سینما یاد می‌شود. فیلم برداشت آزادانه‌ای از رمان‌های از زمین تا کره ماه اثر ژول ورن و اولین انسان در ماه نوشته اچ. جی. ولز بود. ملیس با برهم نمایی تصویری واقعی از چهره اخموی یک انسان بر روی طرحی از ماه،اصابت سفینه فضایی به چشم ماه را به تصویر کشیده است که از پر ارجاعترین صحنه‌های تاریخ سینما به‌شمار می‌آید و از جمله فیلم های اولیه و مشهور خیال گرا در سینما که ظهور انیمیشن را نوید می داد.

## خلاصه
در این فیلم ملی‌یس در نقش پروفسور سرپرست سفر به ماه ظاهر می‌شود. پروفسور در آزمایشگاه خود یک وسیله نقلیه فضایی به شکل یک موشک بزرگ ساخته بود، او از این وسیله برای فرستادن شش مرد به ماه استفاده می‌کند. سفینه از توپ بزرگی شلیک می‌شود و به چشم مرد روی ماه می‌خورد. شش فضانورد به اکتشاف سطح ماه می‌پردازند تا زمانی که به خواب می‌روند. در حالیکه آن‌ها خواب می‌بینند، صور فلکی در اطراف آن‌ها می‌رقصند و گروهی از انسان‌های اهل ماه، با بازی آکروبات‌های فولی برژه به آن‌ها حمله می‌کنند. فضانوردان تا سفینه‌شان تعقیب می‌شوند و بعد به نحوی از ماه به زمین سقوط می‌کنند؛ در حالیکه یکی از موجودات ساکن در ماه به پشت سفینه آن‌ها چسبیده‌است؛ در اقیانوس فرود می‌آیند. سرانجام این شش نفر به آزمایشگاه خود بازمی‌گردند و آن موجود فرازمینی را نیز با خود می‌آورند و توسط طرفدارانشان ستایش می‌شوند.

## فرایند تولید و پخش
این فیلم چهارده دقیقه‌ای تا آن زمان طولانی‌ترین فیلم ملی‌یس بود و ۱۰٬۰۰۰ فرانک هزینه تولید دربرداشت. فیلم در فرانسه و در سراسر جهان به موفقیت عظیمی رسید. ملی‌یس فیلم را در هر دو نسخه سیاه و سفید و رنگی فروخت. با این فیلم ملی‌یس در آمریکا مشهور شد. پس از آن بود که تولیدکنندگانی مانند توماس ادیسون و سیگموند لوبن و کارل لامل با کپی‌های غیرقانونی این فیلم پول زیادی به دست آوردند. پس از این سرقت آشکار ملی‌یس دست به تأسیس نمایندگی کمپانی فیلم استار در نیویورک زد. گاستون برادر ملی‌یس که به صنعت فیلم پیوسته بود مسئول دفتر نیویورک شد. او در سال ۱۹۰۲ به نیویورک سفر کرد، در آنجا او از حجم سوء استفاده از حقوق کمپانی در آمریکا آگاه شد. از جمله اینکه کمپانی بیوگراف حق امتیاز فیلم ملی‌یس را به چارلز اربن فروخته بود. منشور دفتر نیویورک این بود: «با افتتاح این دفتر در نیویورک ما آماده، مصمم و با انرژی به دنبال جاعلان و دزدان هستیم. دو بار یک حرف را نمی‌زنیم، عمل خواهیم کرد!»